# Georg Michael Wittmann
Georg Michael Wittmann (Pleystein, 22 gennaio 1760 – Ratisbona, 8 marzo 1833) è stato un vescovo cattolico tedesco.

## Biografia
Georg Michael Wittmann nacque a Pleystein il 22 gennaio 1760, figlio di un proprietario terriero.

### Formazione e ministero sacerdotale
Dopo un anno di preparazione alla scuola latina di Amberg entrò all'Erasmus-Gymnasium della stessa città dove conseguì il diploma di scuola superiore. Dal 1778 fu titolare di una borsa di studio presso il Seminarium Carolinum e frequentò contemporaneamente l'Università di Heidelberg. Dopo aver studiato filosofia conseguì il dottorato in teologia.
Il 21 dicembre 1782 fu ordinato presbitero. Inizialmente fu vicario parrocchiale in diverse parrocchie nelle campagne: Kenmath, Kaltenbrunn e Miesbrunn. Nel 1788 entrò in servizio come professore al seminario di Ratisbona. Nel 1802 venne nominato rettore del seminario e per il resto della sua vita si occupò della formazione dei futuri sacerdoti. Fu considerato un riformatore dell'educazione sacerdotale e stabilì nuovi standard. Sotto il suo governo il seminario venne intitolato a Johann Nepomuk Ring. Dal 1804 al 1829 fu anche parroco del duomo di Ratisbona e dal 1821 canonico del capitolo.

### Ministero episcopale
Il 21 maggio 1829 papa Pio VIII lo nominò vescovo ausiliare di Ratisbona e titolare di Comana di Armenia. Ricevette l'ordinazione episcopale il 28 giugno successivo dall'arcivescovo metropolita di Monaco e Frisinga Lothar Anselm von Gebsattel, co-consacranti il vescovo di Passavia Karl Joseph von Riccabona e il vescovo ausiliare di Monaco e Frisinga Franz Ignaz von Streber. Venne nominato decano e allo stesso tempo visitatore generale. Nel 1830 divenne vicario generale. Il 15 maggio 1831 venne trasferito alla sede titolare di Miletopoli.
Monsignor Wittmann fu determinante nella traduzione e pubblicazione di una Bibbia popolare e lasciò vasti lavori su temi biblici, sul breviario, sul celibato ecclesiastico e sull'educazione dei giovani.
Esercitò una forte influenza su più di millecinquecento giovani, che preparò per il sacerdozio durante i quarantacinque anni di vita in seminario. Monsignor Wittmann supportò la sua alunna Karolina Gerhardinger nel cercare di migliorare l'istruzione scolastica delle ragazze favorendo la nascita della Congregazione delle Suore Scolastiche di Notre Dame. Nel marzo del 1834 re Ludovico I di Baviera diede la sua approvazione al nuovo ordine.
Dopo la morte del vescovo di Ratisbona Johann Michael Sailer, il 25 luglio 1882 re Ludovico I lo selezionò come suo successore. Ancor prima della conferma papale, monsignor Wittmann morì a Ratisbona l'8 marzo 1833 all'età di 73 anni in odore di santità. Fu sepolto nel duomo di Ratisbona dove fu eretto un monumento in sua memoria opera di Conrad Eberhard.

## Processo di beatificazione
Il processo di beatificazione venne aperto nel 1856.
Il 28 novembre 2019 papa Francesco ha ricevuto in udienza privata il cardinale Giovanni Angelo Becciu, prefetto della Congregazione delle cause dei santi, e lo ha autorizzato a promulgare il decreto riguardante le virtù eroiche del servo di Dio Georg Michael Wittmann, che così ha ottenuto il titolo di venerabile.

## Opere
- Katholische Grundsätze über die Ehen, welche zwischen Katholiken und Protestanten geschlossen werden, 1831
- Vollständige Sittenlehre nach Ordnung der zehn Gebote Gottes in 29 Christenlehren, 1832
- Der Beichtvater für das jugendliche Alter, 1833
- Katholische Prinzipien von der heiligen Schrift, 1834
- Über den Pentateuch Moses, 1834
- Anmahnung zum Caelibate, 1834
- Ueber den moralischen Nutzen des Breviergebetes, 1834
- Ein Büchlein geistlicher Betrachtungen über die zwölf Glaubensartikel und das Leiden Christi, 1838
- Erklärung der heiligen Evangelien, der Apostelgeschichte und einiger Briefe des heil. Paulus, 1844
- Christkatholische Liturgik, hrsg. Michael Sintzel, 1844
- Exercitien für Priester und Priesteramtskandidaten, 1845
- Übersetzung und Erklärung der Psalmen, hrsg. Michael Sintzel, 1846

## Genealogia episcopale
La genealogia episcopale è:
- Cardinale Scipione Rebiba
- Cardinale Giulio Antonio Santori
- Cardinale Girolamo Bernerio, O.P.
- Arcivescovo Galeazzo Sanvitale
- Cardinale Ludovico Ludovisi
- Cardinale Luigi Caetani
- Cardinale Ulderico Carpegna
- Cardinale Paluzzo Paluzzi Altieri degli Albertoni
- Papa Benedetto XIII
- Papa Benedetto XIV
- Papa Clemente XIII
- Cardinale Giovanni Carlo Boschi
- Cardinale Bartolomeo Pacca
- Cardinale Francesco Serra-Cassano
- Arcivescovo Lothar Anselm von Gebsattel
- Vescovo Georg Michael Wittmann